# 野口悠介
野口 悠介（のぐち ゆうすけ、1983年4月8日 - ）は、日本の放送作家、総合格闘家。群馬県高崎市出身。作家としてはタイタン所属。格闘家としてはGRABAKA所属。既婚。

## 来歴
中学、高校と空手部だった。
以前はTBSラジオ『爆笑問題カーボーイ』のハガキ職人であり、田中の弟子募集のコーナーでポイントを荒稼ぎし田中裕二の弟子として名を馳せた経歴を持つ。2002年7月からタイタンに所属し、現在に至る。
2009年3月15日に両国国技館で7000人を集めたアマチュア総合格闘技大会「THE OUTSIDER」に「太田総理の最強ブレーン」というキャッチコピーで参戦。「濱の狂犬」こと黒石高大と対戦し見込み一本勝利をおさめる。
2011年10月15日、THE OUTSIDERで4戦全勝を記録しプロデビュー戦となったGRABAKA LIVE!でペニー清水と対戦し、TKO負けを喫した。

## 担当番組
- 爆笑問題カーボーイ(TBSラジオ）
- 爆報! THE フライデー（TBSテレビ）
- 世界が驚いたニッポン! スゴ〜イデスネ!!視察団（テレビ朝日）
- 土曜ワイドラジオTOKYO ナイツのちゃきちゃき大放送（TBSラジオ）
- バクモン学園（テレビ朝日）
- オー!!マイ神様!!（TBSテレビ）

### これまでの担当番組
- サンデージャポン（TBSテレビ）
- ハッピーボーイズアワー爆笑おすピー問題!（フジテレビ）
- 爆笑おすピー大問題!!（フジテレビ）
- 摩訶!ジョーシキの穴（日本テレビ）
- 爆笑問題のバク天!（TBSテレビ）
- 爆笑問題のススメ（札幌テレビ）
- 驚き!謎マネー100連発・世間を騒がすアノ値段一挙公開スペシャル（日本テレビ）
- 太田光の私が総理大臣になったら…秘書田中。（日本テレビ）
- アンタッチャブルのシカゴマンゴ (TBSラジオ)
- 爆笑問題&日本国民のセンセイ教えて下さい!（テレビ朝日）
- SUPER SURPRISE（日本テレビ）※金曜日のみ
- キズナ食堂（TBSテレビ）

## 戦績

### プロ総合格闘技
| 総合格闘技 戦績 | 総合格闘技 戦績 | 総合格闘技 戦績 | 総合格闘技 戦績 | 総合格闘技 戦績 | 総合格闘技 戦績 | 総合格闘技 戦績 |
| --------------- | --------------- | --------------- | --------------- | --------------- | --------------- | --------------- |
| 1 試合          | (T)KO           | 一本            | 判定            | その他          | 引き分け        | 無効試合        |
| 0 勝            | 0               | 0               | 0               | 0               | 1               | 0               |
| 1 敗            | 1               | 0               | 0               | 0               | 1               | 0               |

| 勝敗 | 対戦相手   | 試合結果                  | 大会名                        | 開催年月日     |
| ×    | ペニー清水 | 1R 4:25 TKO（パンチ連打） | GRABAKA LIVE! 1st CAGE ATTACK | 2011年10月15日 |

### アマチュア総合格闘技
| 勝敗 | 対戦相手 | 試合結果                        | 大会名                                        | 開催年月日    |
| ○    | 将軍     | 1R 1:27 腕ひしぎ十字固め        | THE OUTSIDER 第17戦                           | 2011年6月17日 |
| ○    | 魔ッ血   | 2R 1:44 アームロック            | THE OUTSIDER 第14戦                           | 2010年12月4日 |
| ○    | 田中勇士 | 1R 1:44 腕ひしぎ十字固め        | THE OUTSIDER 第10戦                           | 2010年2月14日 |
| ○    | 黒石高大 | 2R 1:39 TKO（腕ひしぎ十字固め） | クローズZERO II 公開記念 THE OUTSIDER SPECIAL | 2009年3月15日 |